# 城南村 (三重県桑名郡)
城南村（じょうなんむら）は三重県桑名郡にあった村。現在の桑名市中心部の南南東、揖斐川の河口右岸、員弁川の河口左岸にあたる。

## 地理
- 河川：揖斐川、員弁川、新堀川

## 歴史
- 1889年（明治22年）4月1日 - 町村制の施行により、東野村・小貝須村・大貝須新田・福地新田・萱町新田・福江新田・小泉新田・和泉村・安永村および赤須賀新田の一部の区域をもって発足。
- 1956年（昭和31年）9月1日 - 桑名市に編入。同日城南村廃止。

## 交通

### 道路
現在は旧村域に伊勢湾岸自動車道の湾岸桑名インターチェンジが所在するが、当時は未開通。